# 글로리어스 39
《글로리어스 39》(영어: Glorious 39)은 2009년에 공개된 영국의 전쟁 스릴러 영화이다. 스티븐 폴리아코프가 각본, 감독을 맡았다. 주연 배우로는 로몰라 가레이, 빌 나이, 줄리 크리스티, 제레미 노덤, 크리스토퍼 리, 데이비드 테넌트와 제니 에구터가 출연하였고, 2009년 11월 20일 개봉되었다.

## 줄거리
1939년, 제2차 세계대전 발발 직전 영국. 명망 있는 키스 가문의 장녀이자 배우인 앤은 우연히 비밀 녹음 기록들을 발견하면서 격변하는 상황에 놓인다. 
현대 런던에서 앤의 조카 손자인 마이클은 앤의 과거를 조사하면서 이야기를 시작한다. 앤은 아버지 알렉산더 경과 어머니 모드에게 입양된 딸이었고, 이후 부모에게서 동생 랄프와 셀리아가 태어났다. 마이클은 앤에게 무슨 일이 있었는지 궁금해하고, 사촌 월터는 1939년 여름 키스 가문의 노퍽 저택에서의 일을 회상한다. 
알렉산더 경의 생일 파티에서 앤은 친구이자 정치인인 헥터, 연인 로렌스와 함께 시간을 보낸다. 정부 관리인 조셉 발콤이 손님으로 초대되고, 헥터는 나치 독일에 대한 영국의 소극적인 태도를 비판한다. 다음날, 앤은 저택의 창고에서 비밀 회의와 전화 통화 내용이 담긴 녹음 기록들을 발견한다. 앤은 발콤이 정부 문서를 창고에 보관하도록 허락했다는 사실을 알게 된다.
며칠 후, 헥터가 자살로 추정되는 죽음을 맞이하자 앤은 발콤이 관련되었을지도 모른다는 의심을 품는다. 알렉산더 경은 발콤에게 녹음 기록을 치워달라고 요청하지만, 앤은 녹음 기록 두 개를 몰래 숨긴다. 가족이 런던으로 돌아간 후, 앤은 녹음 기록을 듣는다. 헥터가 발콤에게 개인적인 문제로 협박받고 있음을 알게 되고, 기록을 친구이자 배우인 길버트에게 전달한다. 길버트 역시 의문의 죽음을 맞이하고, 앤은 그가 남긴 마지막 대사가 자신에게 보내는 메시지였음을 깨닫는다.
앤은 노퍽으로 돌아와 다시 녹음 기록을 듣고 발콤이 정치적 음모에 깊이 관여되어 있음을 알게 된다. 심지어 자신의 동생 랄프까지도 그 음모에 가담하고 있다는 것을 알아낸다. 앤은 로렌스에게 이 사실을 알리지만, 로렌스 또한 음모에 연루되어 있었고, 이후 죽은 채 발견된다. 앤은 녹음 기록을 처칠에게 보내달라고 아이에게 부탁한 뒤 납치되어 정신을 잃고, 가족에게 감금당한다.
아버지 알렉산더 경은 앤에게 영국이 독일과 조기 평화를 이루지 않으면 파괴될 것이라고 믿는다고 말한다. 앤이 가족의 신념에 동의하지 않기 때문에 가두었다는 것이다. 앤은 가족에 의해 목숨을 잃을 위기에 처하지만, 어머니 모드의 도움으로 탈출한다.
다시 현재로 돌아와, 월터는 마이클에게 앤이 20년 전에 캐나다에서 사망했으며, 발콤의 지시를 따랐을 뿐이라고 말한다. 사실 발콤은 월터에게 아기 올리버를 옮기라고 지시했었다. 마이클은 어머니와 함께 나타나, 노파가 된 앤과 재회한다. 마이클은 이미 모든 진실을 알고 있었지만, 가족들의 입으로 직접 듣고 싶었다고 말한다.

## 배역
| - 로몰라 가레이 - 앤 키이스, 키이스 가족의 장녀이자 여배우 역(랄프는 그녀를 글로리어스라고 부른다.) - 빌 나이 - 알렉산더 경, 앤의 아버지이자 국회의원, 제2차 세계 대전 참전 용사 역 - 줄리 크리스티 - 엘리자베스, 앤의 이모 역 - 데이비드 테넌트 - 헥토르, 국회의원 역 - 크리스토퍼 리 - 월터 페이지 역 - 샘 큐브릭-핀니 - 어린 월터 페이지 역 - 에디 레드메인 - 랄프, 앤의 남동생 역 | - 주노 템플 - 셀리아, 앤의 여동생 역 - 제니 에구터 - 모드, 앤의 어머니 역 - 휴 보네빌 - 길버트 윌리엄스, 앤의 배우 친구 역 - 찰리 콕스 - 로렌스, 앤의 연인 역 - 코린 레드그레이브 - 올리버 페이지 역 - 제레미 노덤 - 조셉 발콤, 수상한 정부 첩보원 역 - 토비 레그보 - 마이클 월튼, 앤의 조카아들 역 - 뮤리엘 파브로 - 중년 앤 키이스 역 |